# Donald Campbell
Donald Malcolm Campbell (Kingston upon Thames, 23 marzo 1921 – Coniston Water, 4 gennaio 1967) è stato un pilota automobilistico britannico, che, fra gli anni cinquanta e anni sessanta conquistò otto record di velocità. È l'unica persona ad essere riuscita a battere nello stesso anno sia il record di velocità a terra che quello sull'acqua (nel 1964).
Figlio dell'altrettanto famoso Malcolm Campbell, a sua volta specialista dei record di velocità, seguì le orme del genitore anche nella scelta del nome dei veicoli utilizzati, chiamati "Bluebird".

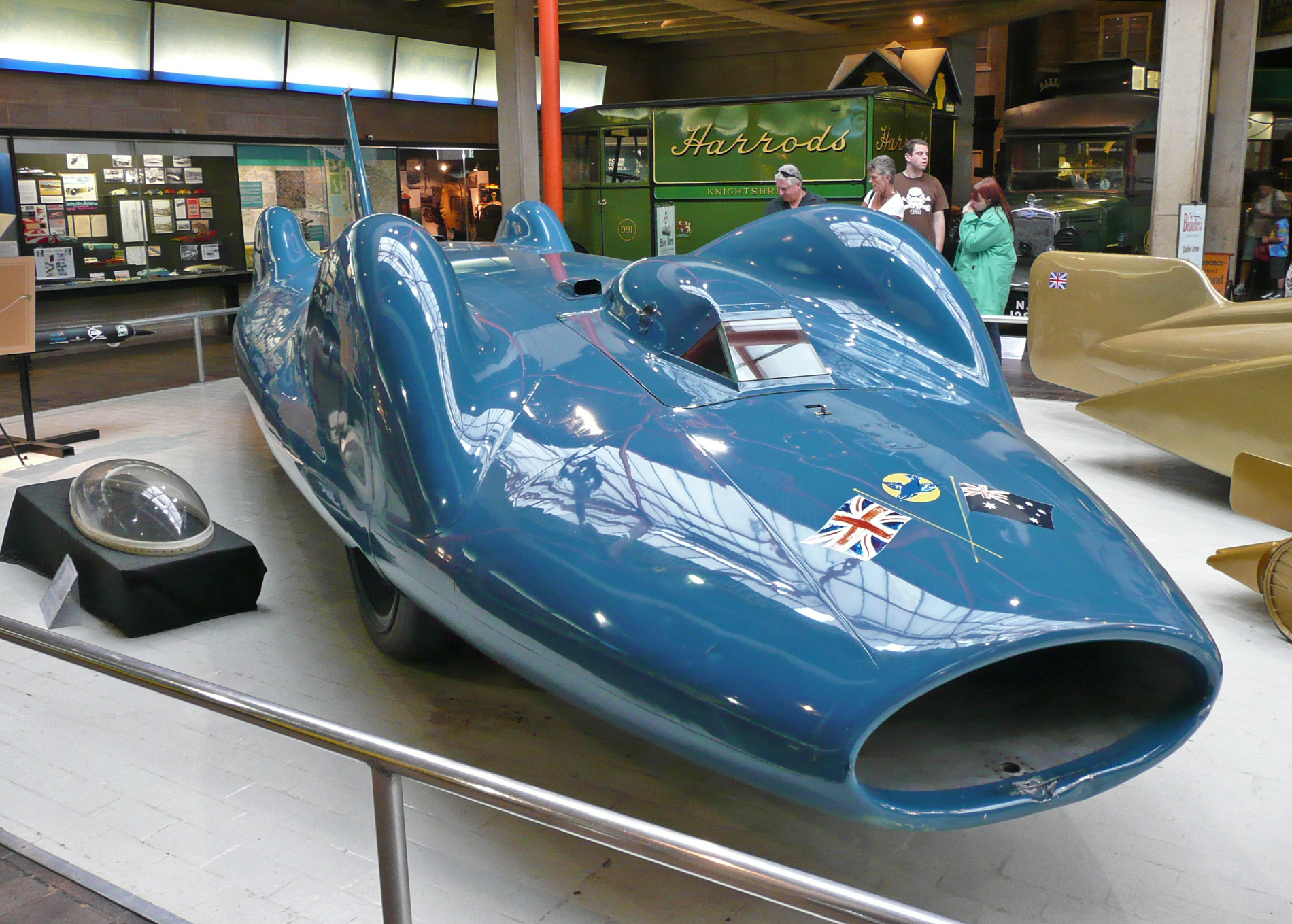
Il Bluebird-Proteus CN7

Il primo suo record di velocità terrestre, relativo ai veicoli con quattro ruote, venne stabilito sulla pista del Lago Eyre in Australia il 17 luglio 1964, raggiungendo la velocità di 648.73 km/h a bordo del Bluebird-Proteus CN7. Tale record ebbe peraltro vita piuttosto breve, essendo stato più volte migliorato da altri concorrenti sempre nel corso dello stesso anno.
Già dal 1955 Campbell aveva cominciato a migliorare anche i record di velocità sull'acqua, stabilendone 7 con il primo primato conseguito con 202,32 mp/h, fino all'ultimo tentativo vittorioso del 31 dicembre, sempre in Australia e a bordo del Bluebird K7, con cui raggiunse i 444.71 km/h.

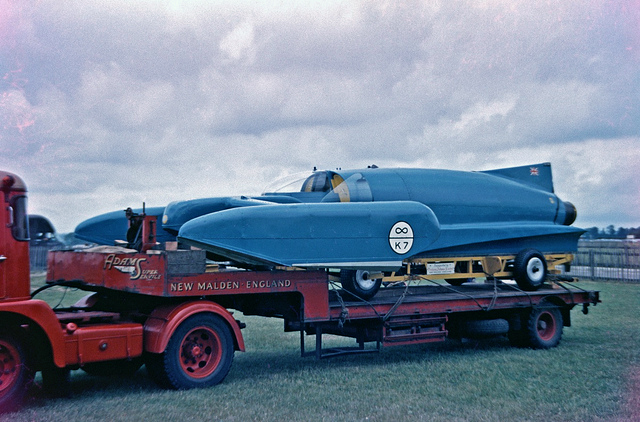
Bluebird K7 in mostra al Goodwood Motor Racing circuit nel 1960.

Non contento del risultato il pilota britannico tentò degli ulteriori miglioramenti all'imbarcazione ma, proprio in un nuovo tentativo di stabilire record, perse la vita il 4 gennaio 1967, sul lago Coniston Water in Cumbria (Inghilterra settentrionale), in un incidente mentre viaggiava ad una velocità superiore ai 480 km/h.
I resti del battello col corpo di Campbell all'interno furono recuperati solo nel 2001.